# Lista najwyższych kominów w Polsce

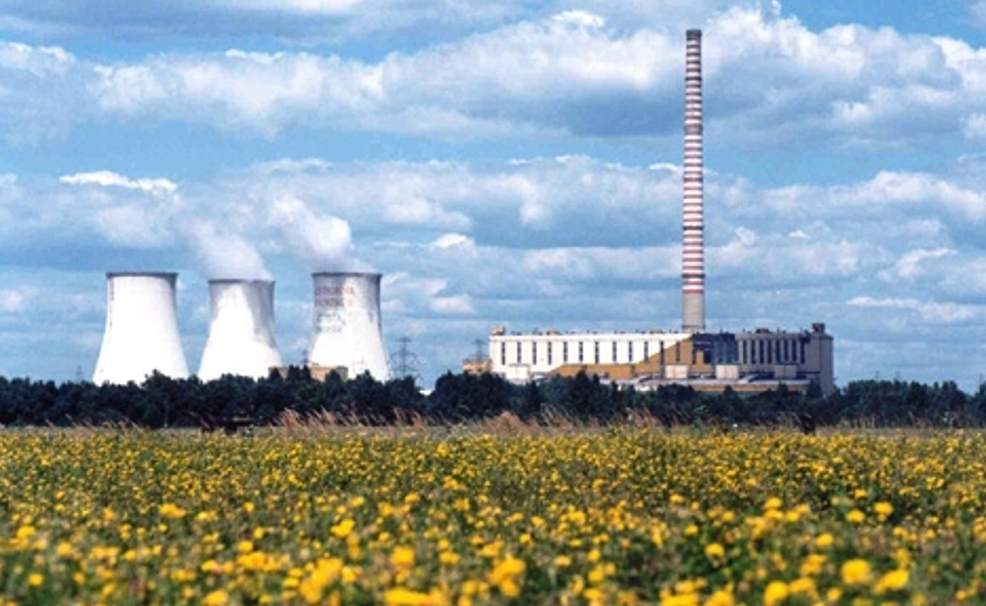
306-metrowy komin Elektrowni Jaworzno III

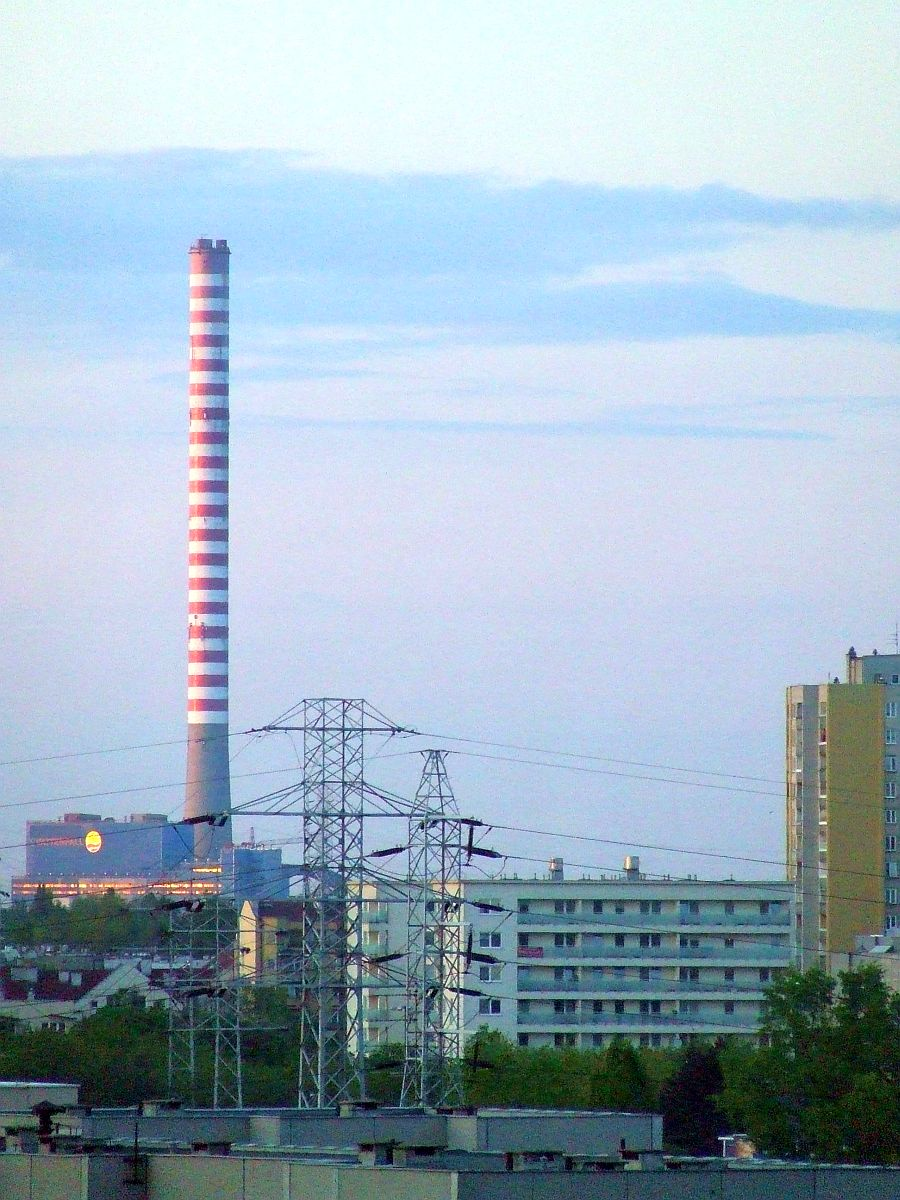
Komin elektrociepłowni Warszawa-Kawęczyn – mierzy 300 metrów i jest jednym z kilku największych w Polsce

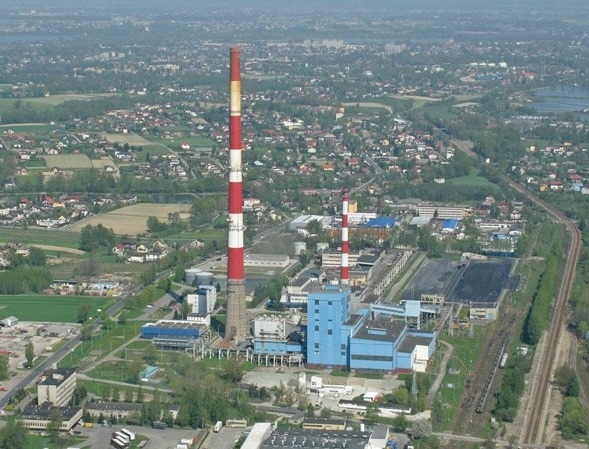
Elektrociepłownia Bielsko-Północ z kominem mierzącym 225 m

Kominy w Polsce stanowią liczną grupę. Większość z nich znajduje się w elektrowniach cieplnych opalanych węglem kamiennym lub brunatnym, które stanowią główne źródło energii elektrycznej kraju.
Kominy są najwyższymi budowlami wolnostojącymi w Polsce (najwyższe z nich mierzą znacznie więcej niż warszawskie wieżowce) i obok masztów radiowo-telewizyjnych są najwyższymi konstrukcjami w kraju.
Lista przedstawia najwyższe kominy, których wysokość wynosi przynajmniej 150 metrów.

## Lista kominów mierzących przynajmniej 150 metrów
| Budowla                                                | Wysokość             | Lokalizacja          | Rok budowy                                                                            |
| ------------------------------------------------------ | -------------------- | -------------------- | ------------------------------------------------------------------------------------- |
| Komin elektrowni w Jaworznie                           |                      | Jaworzno             | 1977                                                                                  |
| Komin elektrociepłowni Kawęczyn                        | 300,0 m              | Warszawa             | 1983                                                                                  |
| Komin elektrowni w Bełchatowie                         | 300,0 m              | Bełchatów            | 1979                                                                                  |
| Drugi komin elektrowni w Bełchatowie                   | 300,0 m              | Bełchatów            | 1982                                                                                  |
| Komin elektrowni w Rybniku                             | 300,0 m              | Rybnik               | 1974                                                                                  |
| Komin elektrociepłowni EC4 w Łodzi                     | 265,0 m              | Łódź                 | 1986/1990                                                                             |
| Komin elektrowni Siersza                               | 260,0 m              | Trzebinia            | 1970                                                                                  |
| Drugi komin elektrowni Rybnik                          | 260,0 m              | Rybnik               | 1974                                                                                  |
| Komin elektrociepłowni Kraków                          | 260,0 m              | Kraków               | 1970                                                                                  |
| Komin elektrociepłowni Pruszków II                     | 256,0 m (?)          | Moszna               | 1985                                                                                  |
| Komin Elektrowni Dolna Odra                            | 250,0 m              | Nowe Czarnowo        | 1974                                                                                  |
| Komin zlikwidowanych ZWCh Chemitex Wiskord             | 250,0 m              | Szczecin             | 1979                                                                                  |
| Komin Huta Katowice                                    | 250,0 m              | Dąbrowa Górnicza     |                                                                                       |
| Komin elektrociepłowni Zabrze                          | 250,0 m              | Zabrze               | 1985                                                                                  |
| Komin elektrowni Opole                                 | 250,0 m              | Opole                |                                                                                       |
| Komin Elektrociepłowni Lubin                           | 230,0 m              | Lubin                | 1982                                                                                  |
| Komin elektrociepłowni Bielsko-Północ                  | 225,0 m              | Czechowice-Dziedzice | 1975                                                                                  |
| Komin elektrociepłowni PGE Toruń                       | 225,0 m              | Toruń                |                                                                                       |
| Komin elektrociepłowni Głogów                          | 222,0 m              | Głogów               | wyburzony 30 lipca 2022                                                               |
| Komin elektrociepłowni Polkowice                       | 220,0 m              | Polkowice            | 1969                                                                                  |
| Komin elektrociepłowni Kielce                          | 213,0 m              | Kielce               | 1992                                                                                  |
| Komin elektrowni Karolin                               | 204,0 m              | Poznań               | 1973                                                                                  |
| Komin elektrociepłowni Rzeszów                         | 203,0 m              | Rzeszów              | 1980                                                                                  |
| Komin elektrociepłowni Gdańsk                          | 200,0 m              | Gdańsk               |                                                                                       |
| Komin Grupa Azoty Zakłady Chemiczne „Police”           | 200,0 m              | Police               |                                                                                       |
| Komin elektrociepłowni Katowice                        | 200,0 m              | Katowice             |                                                                                       |
| Komin elektrowni Enea Wytwarzanie                      | 200,0 m              | Świerże Górne        |                                                                                       |
| Drugi komin elektrociepłowni EC4 w Łodzi               | 200,0 m              | Łódź                 | 1976                                                                                  |
| Komin elektrociepłowni Siekierki                       | 200,0 m              | Warszawa             | 1961                                                                                  |
| Komin elektrociepłowni Siekierki                       | 200,0 m              | Warszawa             | 2009                                                                                  |
| Komin elektrociepłowni Żerań                           | 200,0 m              | Warszawa             |                                                                                       |
| Komin elektrociepłowni Wrocław                         | 186,0 m              | Wrocław              | 1978                                                                                  |
| Komin Elektrociepłownia Tychy                          | 180,0 m              | Tychy                |                                                                                       |
| Komin Koksownia w Zdzieszowicach                       | 180,0 m              | Zdzieszowice         | Wyburzony w 2024 roku, zastąpiony stalowym niższym kominem (prawdopodobnie 90 metrów) |
| Komin ANWIL                                            | 180,0 m              | Włocławek            |                                                                                       |
| Komin Elektrownia Dolna Odra                           | 170,0 m              | Nowe Czarnowo        |                                                                                       |
| Komin elektrociepłowni Siekierki                       | 170,0 m              | Warszawa             | 2009                                                                                  |
| Komin elektrociepłowni Karczew                         | 170,0 m              | Karczew              |                                                                                       |
| Komin Zakładów Azotowych Puławy                        | 164,0 m              | Puławy               | 1966                                                                                  |
| Komin Elektrownia Łaziska                              | 162,0 m              | Łaziska              |                                                                                       |
| Komin MPEC Włocławek                                   | 160,0 m              | Włocławek            |                                                                                       |
| Komin Elektrownia Łagisza                              | 160,0 m              | Łagisza              | wyburzony w 2020                                                                      |
| Komin Oswiecim                                         | 160,0 m              | Oświęcim             |                                                                                       |
| Komin Elektrociepłownia Bielsko-Biała                  | 160,0 m              | Bielsko-Biała        | wyburzony                                                                             |
| Komin dawnych zakładów TZWCH Chemitex Wistom           | 160,0 m              | Tomaszów Mazowiecki  | Uszkodzenie: 2016 Wyburzenie: 2019                                                    |
| Komin elektrociepłowni Lublin-Wrotków                  | 156,0 m              | Lublin               | 1974                                                                                  |
| Komin EC Północ                                        | 154,0 m              | Radom                | Wyburzony                                                                             |
| Komin Zaklad Kwidzyn                                   | 152,0 m              | Kwidzyn              |                                                                                       |
| Komin EC Blachownia                                    | 151,0 m              | Kędzierzyn-Koźle     |                                                                                       |
| Komin elektrowni Enea Wytwarzanie                      | 152 m kiedyś 300,0 m | Świerże Górne        |                                                                                       |
| Komin Rafinerii Gdańskiej                              | 152,0 m              | Gdańsk               |                                                                                       |
| Komin EC Zofiówka                                      | 151,0 m              | Jastrzębie-Zdrój     |                                                                                       |
| Komin Huty Miedzi Legnica                              | 150,0 m              | Legnica              |                                                                                       |
| Komin elektrociepłowni Gdynia                          | 150,0 m              | Gdynia               |                                                                                       |
| Komin KWK Powstańców śląskich Radzionków               | 150,0 m              | Radzionków           |                                                                                       |
| Komin Swarzędzkich Fabryk Mebli w Mosinie              | 150,0 m              | Mosina               |                                                                                       |
| Drugi komin Elektrowni Siersza                         | 150,0 m              | Trzebinia            | 1957                                                                                  |
| Komin Zakładów Włókien Chemicznych Chemitex-Celwiskoza | 150,0 m              | Jelenia Góra         | 1965 - 1970                                                                           |
| Komin Elektrociepłowni EC3 w Łodzi                     | 150,0 m              | Łódź                 |                                                                                       |
| Komin Miejskiego Przedsiębiorstwa Energetyki Cieplnej  | 150,0 m              | Łomża                |                                                                                       |
| Komin huty „Orzeł Biały”                               | 150,0 m              | Piekary Śląskie      | 2012                                                                                  |
| Komin I337                                             | 150,0 m              | Police               |                                                                                       |
| Komin Police                                           | 150,0 m              | Police               |                                                                                       |
| Komin IV-306                                           | 150,0 m              | Police               |                                                                                       |
| Komin 414                                              | 150,0 m              | Police               |                                                                                       |
| Komin Elektrociepłowni ENEA Gorzów                     | 150,0 m              | Gorzów               |                                                                                       |
| Komin Soda Mątwy                                       | 150,0 m              | Inowrocław           |                                                                                       |
| Kominy Elektrowni Pątnów                               | 150,0 m              | Pątnów               |                                                                                       |
| Komin SFM Mosina                                       | 150,0 m              | Mosina               |                                                                                       |
| Komin Huty Miedzi Głogów                               | 150,0 m              | Głogów               |                                                                                       |
| Komin Elektrowni Kozienice                             | 150,0 m              | Kozienice            |                                                                                       |
| Komin nieczynnej ciepłowni Wapienica                   | 150,0 m              | Bielsko-Biała        |                                                                                       |
| Komin Elektrowni Turów                                 | 150,0 m              | Bogatynia            |                                                                                       |
| Komin Kopalni Siarki Machów                            | 150,0 m              | Tarnobrzeg           |                                                                                       |
| Komin EC Nowa                                          | 150,0 m              | Katowice             |                                                                                       |
| Komin EC Będzin                                        | 150,0 m              | Będzin               |                                                                                       |
| Komin EC Gorlice                                       | 150,0 m              | Gorlice              |                                                                                       |
| Komin EC Połaniec                                      | 150,0 m              | Połaniec             |                                                                                       |
| Komin EC Zakrzów                                       | 150,0 m              | Opole                |                                                                                       |
| Komin Huta Łaziska                                     | 150,0 m              | Łaziska              |                                                                                       |